# جرج فین
جورج فین (به گرجی: გიორგი აგიაშვილი)؛ (زادهٔ ۲۱ ژانویهٔ ۱۹۹۰) هنرپیشه گرجی اهل ایالات متحده آمریکا است. وی از سال ۲۰۰۴ میلادی تاکنون مشغول فعالیت بوده‌است.
از فیلم‌ها یا برنامه‌های تلویزیونی که وی در آن نقش داشته‌است می‌توان به آشنایی با مادر، تفلیس، دوستت دارم و خندیدن با صدای بلند اشاره کرد.